# Jälkarbyn
Jälkarbyn är en ort i Hedemora socken i Hedemora kommun i Dalarnas län.
Jälkarbyn klassades av Statistiska centralbyrån fram till och med 2005 som en småort, men miste den statusen 2010 när folkmängden hade sjunkit under 50 personer.
Namnet lär komma från uttrycket "mannen som byggde hus på gärdet", som sedan blev "gärdeskarlsbyn" och kom att uttalas Jälkarbyn. Byns läge erbjuder utsikt åt olika håll. Österut finns Hedemora kyrka, norrut Bispbergs klack och i väst finns Vikmanshyttan. Det finns en liten bok från 1992 som handlar om Bya, Jälkarbyn och Utah.